# Kun en Tigger
Kun en Tigger er en dansk stum melodramafilm fra 1912 produceret af Filmfabrikken Skandinavien og instrueret af Holger-Madsen efter eget filmmanuskript. Holger-Madsen medvirekde også i filmen i rollen som tiggeren Gamle Johan. 

## Handling
Den gamle tigger Johan finder en dag en tegnebog. Han overtales af sin datter Mary-Anne til at tilbagelevere tegnebogen til dennes ejermand, direktør - og enkemand - Georges Helmer. Direktøren fatter sympati for den gamle mand og tilbyder ham og datteren ansættelse som tjener og som guvernante. Direktøren frier til Mary-Anne i et brev, men skriver også i brevet, at de jo så må finde et sted at anbringe Gamle Johan. Gamle Johan ser brevet, og rammes af dyb sorg, men han vil ikke stå datterens lkke i vejen.  Han går tilbage til sin gamle plads, ved floden, men falder i vandet. Han reddes op, men har pådraget sig en alvorlig lungebetændelse og kommer på hospitalet. Mary-Anne og direktør Helmer besøger Gamle Johan, der dør lykkelig.

## Medvirkende
- Holger-Madsen som Gamle Johan, en tigger
- Alma Lagoni som Mary-Anne, tiggerens datter
- Lau Lauritzen Sr. som direktør Georges Helmer
- Holger Pedersen (Gissemand) som Tjeneren
- Emma Christiansen som Gouvernanten